# Redlichiida
A Redlichiida a háromkaréjú ősrákok (Trilobita) osztályához tartozó rend.

## Rendszerezés
A rendbe az alábbi alrendek és öregcsaládok tartoznak:
- Olenellina
  - Fallotaspidoidea
  - Olenelloidea
- Redlichiina
  - Emuelloidea
  - Paradoxidoidea
  - Redlichioidea